# 715 a.C.
Séculos: (Século IX a.C. - Século VIII a.C. - Século VII a.C.)
720 a.C. - 719 a.C. - 718 a.C. - 717 a.C.
- 716 a.C. - 715 a.C. - 714 a.C. - 713 a.C. - 712 a.C. - 711 a.C. - 710 a.C.

## Eventos
- Daiacos unifica a Pérsia

## Mortes
- Bócoris, n. 720 a.C. foi um faraó da XXIV dinastia egípcia, Época Baixa.